# Helmut Papajewski
Helmut Papajewski (* 26. März 1903 in Ostróda; † 19. September 1987 in Köln) war ein deutscher Anglist.

## Leben

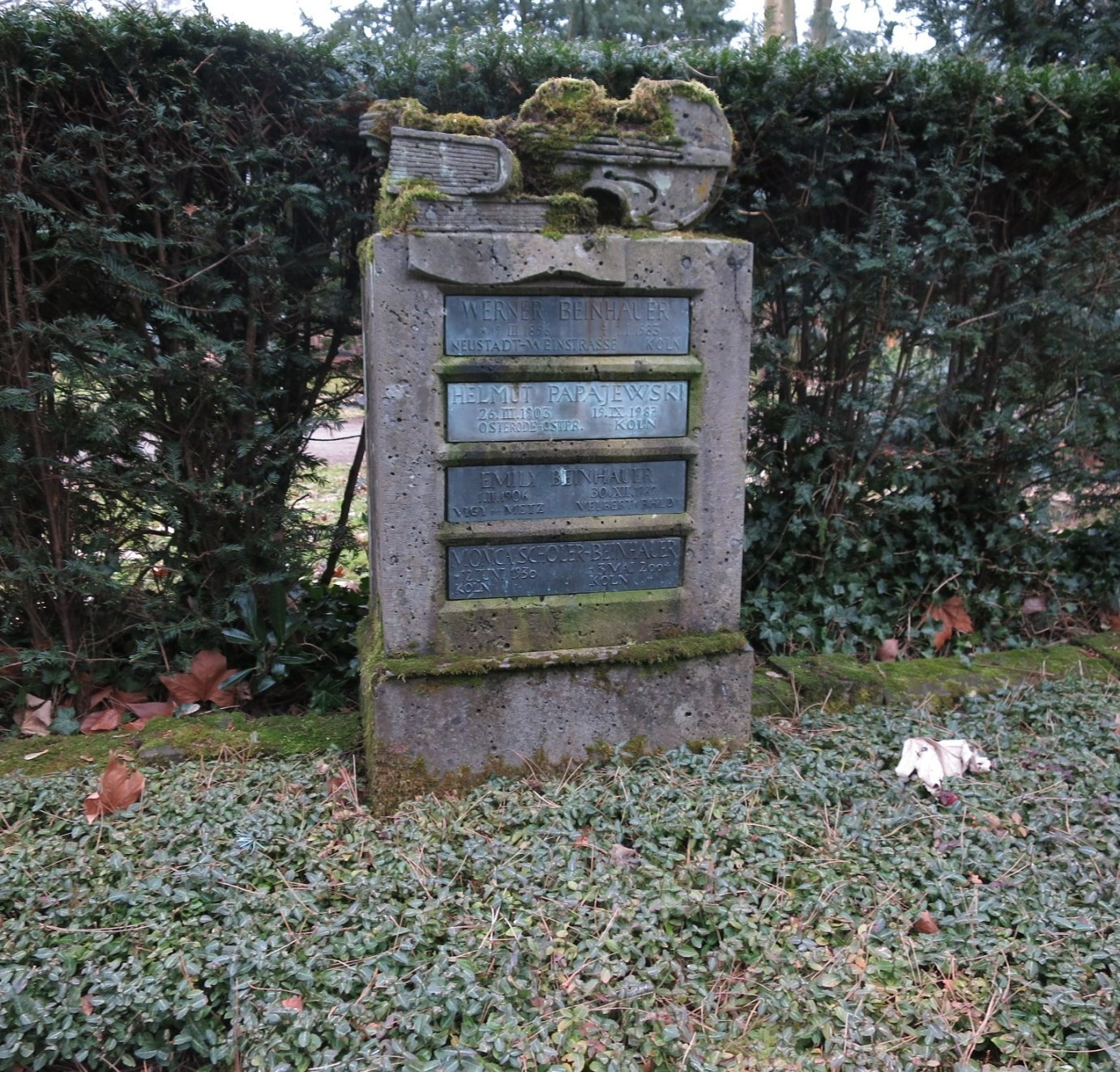
Grabstätte Melaten-Friedhof

Er studierte Anglistik in Königsberg, Berlin, London und München. Nach der Promotion (1930/31) an der Universität Königsberg und der Habilitation in Wien 1940 war er Professor für Englische Philologie in Köln (1946–1962). Seit 1962 war er Professor für Englische Philologie in Bonn.
Papajewski starb 1987 im Alter von 84 Jahren und wurde auf dem Kölner Melaten-Friedhof beigesetzt.

## Veröffentlichungen
- Zur Erkenntnis des Gehalts von Ruskins Unto this last (= Sprache und Kultur der germanischen und romanischen Völker, Reihe A, Bd. 3). Priebatsch, Breslau 1930 (= Dissertation Universität Königsberg).
- Das Problem der Wirklichkeit bei Charles Morgan (= Neue deutsche Forschungen. Abt. Englische Philologie, Bd. 15). Junker u. Dünnhaupt, Berlin 1940.
- Die Weltanschauung William Somerset Maughams. In: Anglia, Bd. 67–68 (1944), S. 251–318.
- Die Frage nach der Sinnhaftigkeit bei Hemingway. In: Anglia, Bd. 70 (1951), S. 186–209.
- Die Welt-, Lebens- und Kunstanschauung William Somerset Maughams. Kölner Universitäts-Verlag, Köln 1952.
- Die Dualismuslehre der amerikanischen Humanisten. In: Anglia, Bd. 75 (1957), S. 77–109.
- Swift and Berkeley. In: Anglia, Bd. 77 (1959), S. 29–53.
- Die literarische Wertung Ovids am Ausgang des 17. und Beginn des 18. Jahrhunderts. In: Anglia, Bd. 78 (1960), S. 422–448.
- Thornton Wilder. Athenäum-Verlag, Frankfurt/M. 1961.
- Die Bedeutung der ars poetica für den englischen Neoklassizsmus. In: Anglia, Bd. 79 (1961), S. 405–439.
- Addison, Vergil und die Chevy Chase ballade. In: Anglia, Bd. 80 (1962), S. 274–289.
- Chimäre und Metapher. Ein Beitrag zum kritischen Problem von Phantasie und Rationalität im englischen Neoklassizismus. In: Anglia, Bd. 82 (1964), S. 88–104.
- An Lucanus sit poeta. In: Deutsche Vierteljahrsschrift für Literaturwissenschaft und Geistesgeschichte, Bd. 40 (1966), S. 485–508.
- Ben Jonsons Laudatio auf Shakespeare. In: Poetica, Bd. 1 (1967), S. 483–507.
- J. R. R. Tolkiens "The hobbit" und "Lord of the rings. "Fairy tale" und Mythos. In: Literatur in Wissenschaft und Unterricht, Bd. 5 (1972), S. 46–65.